# NGC 7819
NGC 7819 is een balkspiraalstelsel in het sterrenbeeld Pegasus. Het hemelobject werd op 26 oktober 1872 ontdekt door de Amerikaanse astronoom Ralph Copeland.

## Synoniemen
- UGC 26
- IRAS 00018+3111
- MCG 5-1-29
- KUG 0001+311
- ZWG 498.72
- NPM1G +31.0003
- ZWG 499.4
- PGC 303